# アーツ&クラフツ (建設)
アーツ&クラフツ株式会社は、1970年（昭和45年）に創業した熊本県熊本市に本社があるゼネコン（総合建設業）である。

## 沿革
- 1970年（昭和45年） - 「有限会社原口興業」設立。
- 1974年（昭和49年） - 第一回許可 般-49 第4096号 土木・管工事を主体とする
- 1995年（平成7年） - 増資5千万円。
- 1996年（平成8年） - 「株式会社原口興業」に組織変更。
- 2004年（平成16年） - 会社名を「アーツ&クラフツ株式会社」に変更、現在に至る。

## 会社概要
- 代表取締役：片桐英彰
- 本社所在地：熊本県熊本市中央区黒髪一丁目11番3号
- 許認可：特定建設業 熊本県知事許可 第004096号
- 資本金：5,000万円
- 売上高：6億8千530万円（平成19年経営審査対象事業年度完成工事高）
- 従業員数 15人（2007年（平成19年）7月31日現在）